# Mesut
Mesut ist ein türkischer weiblicher und (überwiegend) männlicher Vorname arabischer Herkunft mit der Bedeutung „glücklich“, „beglückt“. Eine arabische männliche Form des Namens ist Masud.

## Namensträger

### Männlicher Vorname
- Mesut Bakkal (* 1964), türkischer Fußballspieler und -trainer
- Mesut Çaytemel (* 1984), türkischer Fußballspieler
- Mesut Hastürk (* 1966), türkischer Dichter und Schriftsteller
- Mesut Kumcuoğlu (* 1979), türkischer Fußballspieler
- Mesut Okcu (* 1974), deutscher Ringer
- Mesut Özil (* 1988), deutscher Fußballspieler türkischer Abstammung
- Mesut Saray (* 1987), türkischer Fußballspieler
- Mesut Şen (1944–2020), türkischer Fußballspieler und -trainer
- Mesut Ünal (* 1973), türkischer Fußballspieler und -trainer
- Mesut Yılmaz (Politiker) (1947–2020), türkischer Politiker
- Mesut Yılmaz (Fußballspieler) (* 1989), türkischer Fußballspieler

### Kunstfigur
- Mesut Güngen, Künstlername von Yunus Cumartpay als „Migrationsexperte“

## Weiteres
- Mesut-Re, altägyptische Monatsbezeichnung